# Chiesa di San Bartolomeo (Scicli)
La chiesa di San Bartolomeo Apostolo è una delle chiese di Scicli, nel Libero consorzio comunale di Ragusa.

## Storia
La chiesa risale ai primi anni del XV secolo; resistette in larga parte al catastrofico terremoto del Val di Noto del 1693.
L'imponente e scenografico prospetto, progettato dall'architetto siracusano Salvatore Alì in stile barocco-neoclassico, tradisce già un sostanziale cambiamento di gusto nella cultura ufficiale, un netto passaggio dalla pomposa e gonfia plasticità tardobarocca a una più chiara e razionale classicità.
L'impostazione volumetrica e chiaroscurale, nonché l'impatto teatrale di questo oggetto architettonico nel contesto urbano e naturale, rimangono decisamente fedeli alla poetica tardobarocca. L'influsso neoclassico è chiaramente leggibile per la profusione di colonne trabeate dal rigore palladiano reiterate da un ordine all'altro, dal basso verso l'alto, fino a concludersi nei possenti costoloni della cupola, che conclude e corona l'intero organismo della facciata.

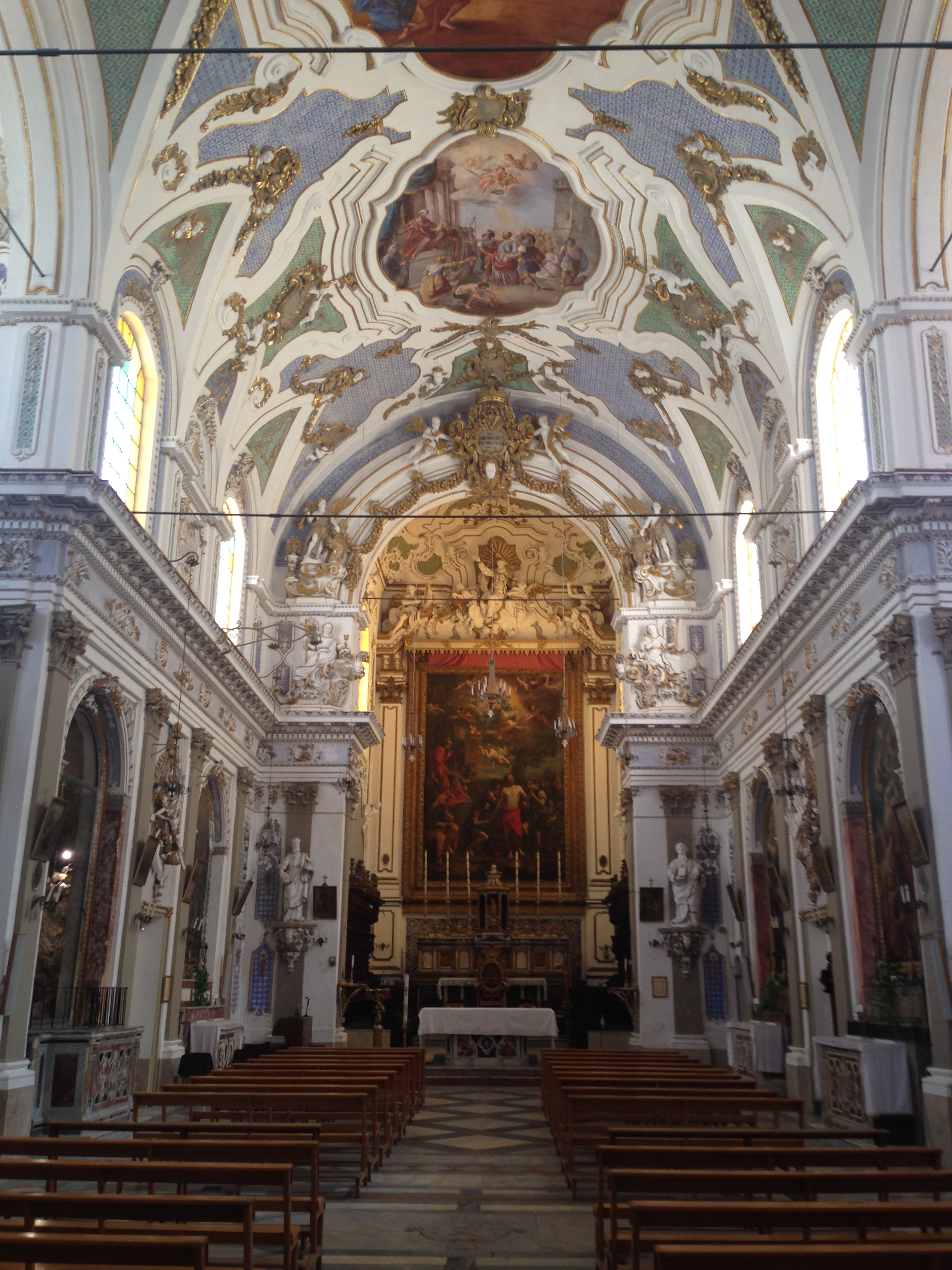
Interno e altare, 2016

## Interno
La struttura architettonica interna è estremamente chiara: l'aula a unica navata è preceduta da un esonartece e conclusa da un profondo abside rettangolare; due cappelle si innestano simmetricamente a metà della navata come una sorta di transetto, ma con una quota inferiore delle volte. Il complesso apparato decorativo in stucco parzialmente dorato eseguito dalla prima metà del Settecento sino al 1864 rappresenta uno degli esempi più riusciti di spazialità barocca e rocaille in Sicilia.
Gli affreschi sulla volta della navata rappresentano scene della vita di San Bartolomeo nei momenti della preghiera, della benedizione, dell'arresto e del martirio.

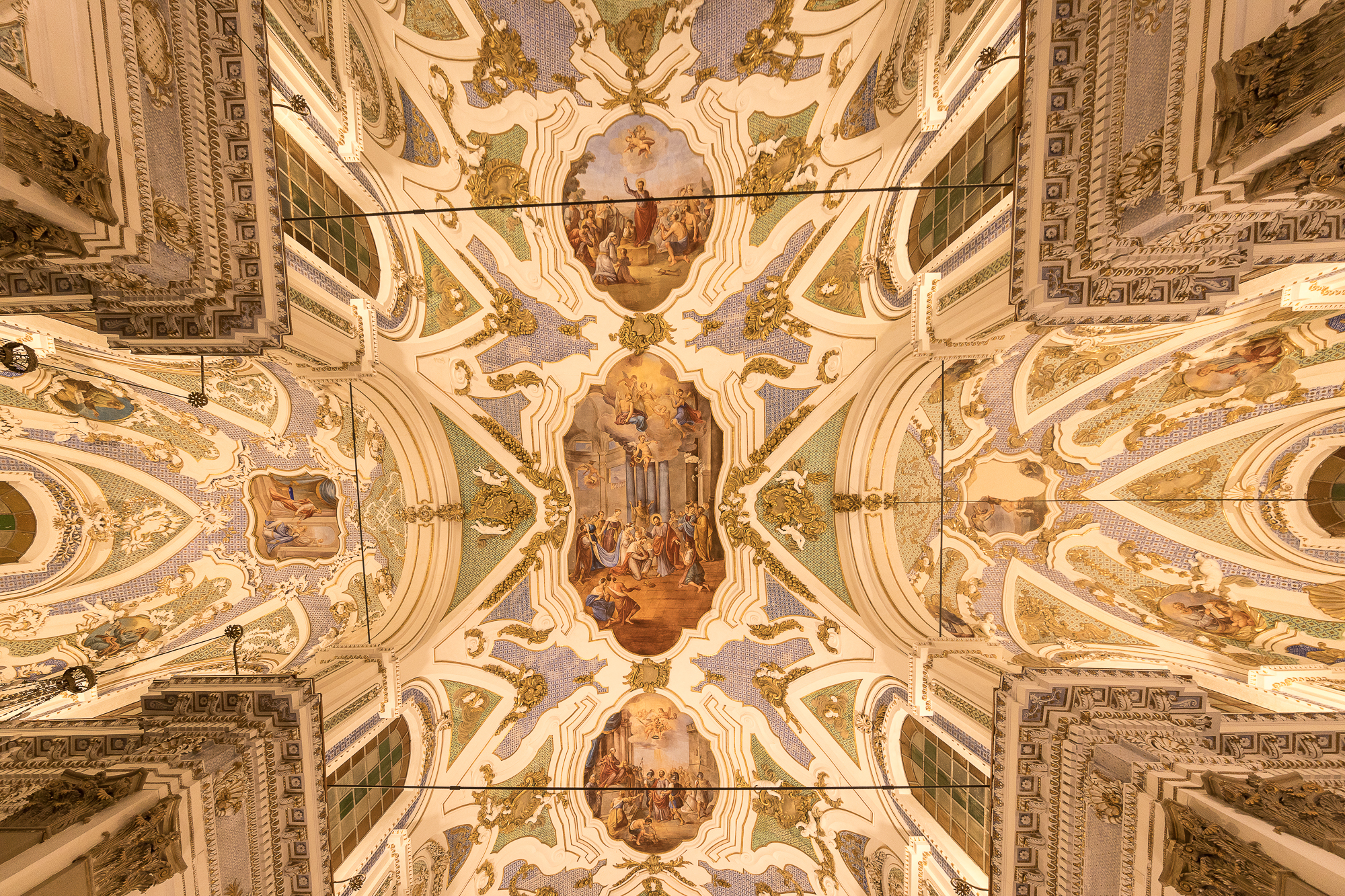
Gli affreschi sulla volta, 2023

Di pregevole fattura e di dimensioni notevoli si presenta la pala d'altare, raffigurante il Martirio di San Bartolomeo di Francesco Pascucci; notevole anche l'Immacolata fra Santi del Cassarino e la Deposizione di Mattia Preti, proveniente dalla chiesa conventuale dei pp. Cappuccini (già chiesa di Sant'Agrippina) di Scicli.
Opera d'arte inimitabile e di altissima qualità è il presepe ligneo del 1773 di scuola napoletana, attribuito a Pietro Padula: al centro della scena compare la Natività, scenograficamente apparecchiata fra rovine architettoniche, mentre gli altri personaggi, contadini e pastori, fanno da contorno; angeli dalle sembianze di putti fluttuano sospesi sulla scena. Delle statue, in origine sessantacinque, alte un metro, ne sono rimaste oggi soltanto ventinove.
Degne di nota l'ottocentesca statua dell'Immacolata, lignea e laminata d'argento, e la Sacra Cassa, un'urna-reliquiario d'argento decorata con varie incisioni raffiguranti scene della vita di San Bartolomeo.